# Pose (arts visuels)
Pour les articles homonymes, voir Pose.

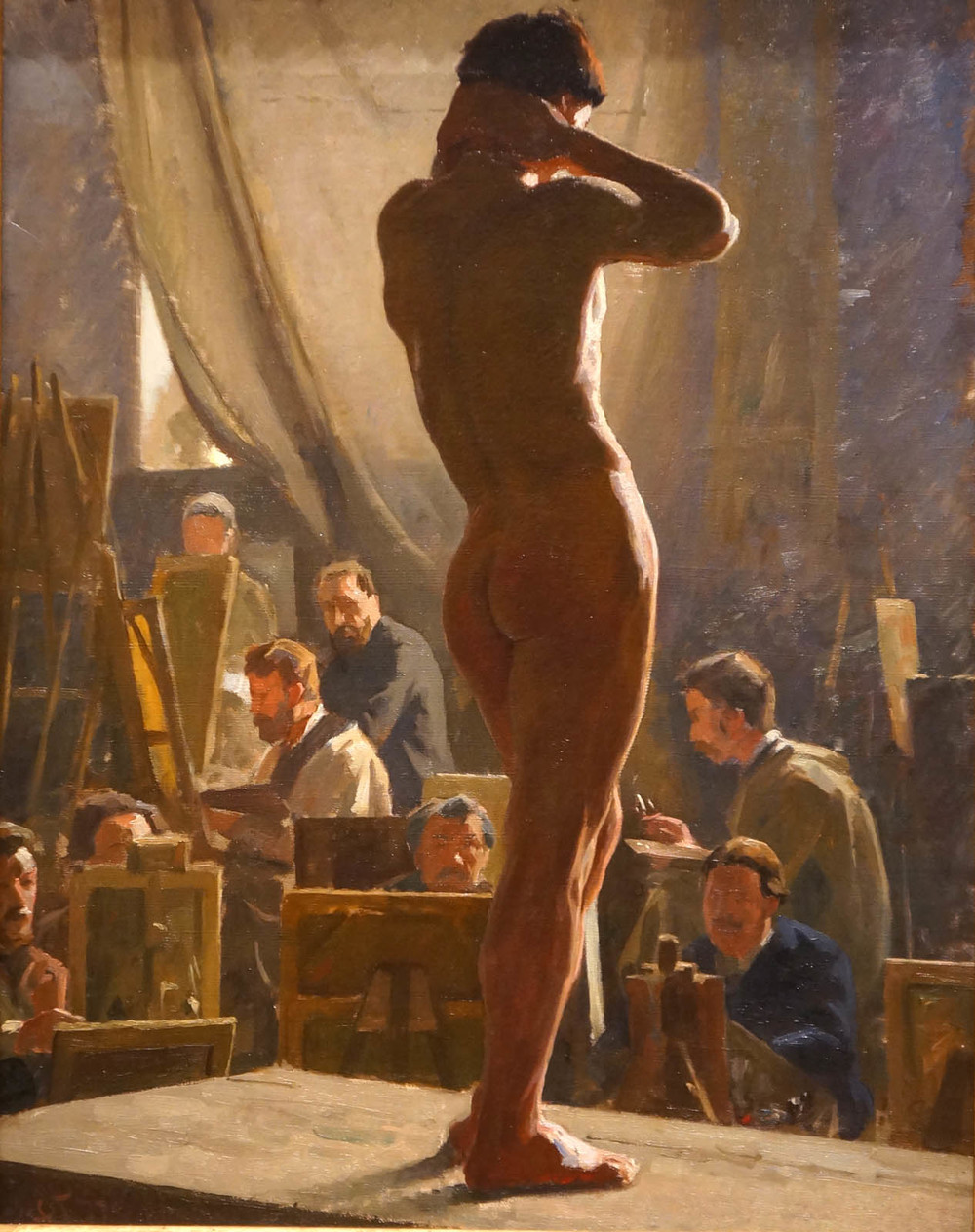
Pose académique d'un modèle dans une école d'art. Peinture de Laurits Tuxen.

Dans les arts visuels, la pose est l'attitude statique qu'une personne prend afin qu'on puisse dessiner, peindre, photographier ou sculpter d'après ce qu'on voit, aussi bien que la posture d'une figure dans l'œuvre terminée.
La notion de pose s'oppose à celle de « pris sur le vif », dans l'action, en mouvement. Au théâtre, l'immobilisation de tous les comédiens dans une pose est un tableau.
Les modèles, pour les beaux-arts, et mannequins, pour la mode, sont des professionnels de la pose, mais ils n'en ont pas l'exclusivité. On peut poser pour un portrait, pour un selfie. 
À propos de photographie, Roland Barthes écrit : « dès que je me sens regardé par l'objectif, tout change : je me constitue en train de « poser », je me fabrique instantanément un autre corps, je me métamorphose à l'avance en images ». Savoir poser, c'est-à-dire adopter une attitude intéressante ou photogénique, est une compétence qu'il faut utiliser à bon escient. On appelle « poseur » une « personne qui étudie ses attitudes, ses gestes, ses regards pour produire de l'effet ». Cependant, au XIXe siècle; « poseur », « poseuse » peut désigner aussi un modèle posant pour les artistes.
Le travail du modèle pour le dessin, la peinture ou la sculpture comporte en plus la nécessité de tenir la pose, c'est-à-dire de rester immobile pendant une durée variant de quelques secondes à plusieurs heures, ce qui est difficile et douloureux quelle que soit la posture malgré les répits. On parle aussi de pose quand le modèle nu est en mouvement pour des séances de croquis rapides
Lessing a donné une théorie de la pose pour la peinture d'histoire. Selon lui, la meilleure pose représente, non pas l'instant fatal, mais un autre, qui le précède ou le suit, où le spectateur peut croire que l'action est momentanément suspendue, et en voit assez pour pouvoir se l'expliquer.
On parle de « pose académique » pour une attitude préconisée par l'enseignement artistique le plus officiel. Selon l'orientation de l'Académie, ce terme souvent employé péjorativement peut avoir deux significations pratiques. Pour un enseignement artistique de tendance classique, la pose préférée reprend les postures des œuvres du passé, notamment la statuaire antique : la pose de l'Apollon du Belvédère, par exemple. Quand l'institution valorise, comme le maniérisme, l'apprentissage technique et la virtuosité, les poses « académiques » sont celles « dans lesquelles on remarque cette recherche de beaux développements, d'attitudes difficiles à rendre et parfois désordonnées ». L'expression « pose académique » peut s'appliquer à toute posture hypercorrecte, au théâtre, en danse, en équitation, etc.